# Rima Košeljova
Rima Ivanovna Košeljova-Larionova (rusko Римма Ивановна Кошелёва-Ларионова), ruska atletinja, * 1. april 1936, Nižni Novgorod, Sovjetska zveza.
Nastopila je na poletnih olimpijskih igrah leta 1960, ko je osvojila šesto mesto v teku na 80 m z ovirami. 26. junija 1960 je izenačila svetovni rekord v teku na 80 m z ovirami s časom 10,6 s.